# Precipitație (meteorologie)

Hartă a precipitațiilor la nivel global

Precipitațiile atmosferice reprezintă orice formă de apă care cade din atmosferă pe pământ. Formele de precipitații sunt: ploaia, zăpada (ninsoarea), lapovița, grindina, ploaia înghețată, măzărichea, chiciura și virga. Precipitațiile sunt o componentă de bază a circuitului apei în natură.

## Recorduri

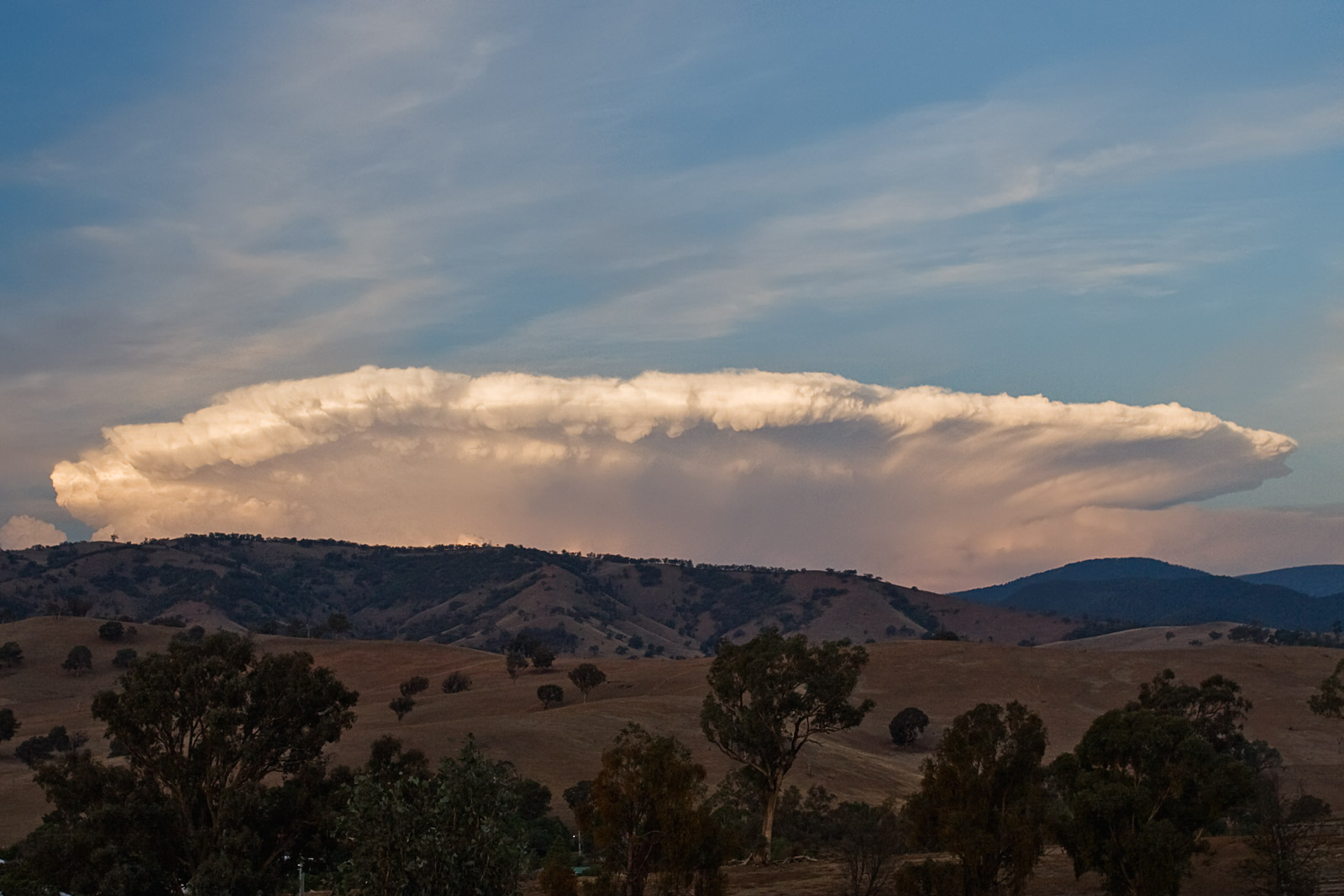
Ploie sub un nor cumulo-nimbus

Ploaie ușoară, Record pozitiv
| Perioada    | Cantitate (mm) | Locul              | Anul            |
| ----------- | -------------- | ------------------ | --------------- |
| 1 minut     | 38             | Barot, Guadeloupe  | 1970            |
| 1 oră       | 401            | Shangdi, China     | 1947            |
| 12 ore      | 1.144          | Foc-Foc, Réunion   | 1966            |
| 24 ore      | 1.825          | Foc-Foc, Réunion   | 1966            |
| 1 săptămână | 5.003          | Commerson, Réunion | 1980            |
| 1 lună      | 9.300          | Cherrapunji, India | 07/1861         |
| 12 luni     | 26.461         | Cherrapunji, India | 08/1860–07/1861 |

Ploaie, Record negativ
| Perioada            | Cantitate (mm) | Locul             | Anul            |
| ------------------- | -------------- | ----------------- | --------------- |
| 14,4 ani (173 luni) | 0              | Arica, Chile      | 10/1903–01/1918 |
| 19 ani (228 luni)   | 0              | Wadi Halfa, Sudan |                 |